# Лабицкий, Йозеф
Йозеф Лабицкий (чеш. Josef Labický, нем. Joseph Labitzky; 4 июля 1802, Шёнфельд (ныне Красно), близ Фалькенау — 18 августа 1881, Карлсбад) — чешский капельмейстер и композитор музыки для танцев.
В юности он учился у Карела Вейта. В 1820 году играл в оркестре в Мариенбаде. В 1823—24 гг. был в Мюнхене и после этого совершил поездку по Германии. В 1825 году он собрал свой собственный оркестр, гастролируя по Вене и Варшаве. С 1835 года руководил оркестром в г. Карловы Вары; благодаря приезжавшим на воды Лабицкий стал известен во всей Европе. В Вене его музыка была популярна наравне с музыкой Штрауса и Ланнера. Объехав почти всю Европу, Лабицкий посетил в 1839 году Петербург, дирижировал в Павловске. Кроме танцев, он написал квартет, концерты и пр.
Его сын, Август Лабицкий (нем. Karl August Labitzky), также стал композитором и дирижёром.

## Источник
- Н. С. Лабицкий, Йозеф // Энциклопедический словарь Брокгауза и Ефрона : в 86 т. (82 т. и 4 доп.). — СПб., 1896. — Т. XVII. — С. 180.